# U.S. Open Cup de 1997
A U.S. Open Cup de 1997 foi a 84ª edição do torneio. 
O Dallas Burn venceu o campeão anterior D.C. United por 5-3 nos pênaltis, após empate no tempo normal e na prorrogação. A partida foi disputada no IU Michael A. Carroll Track & Soccer Stadium, em Indianápolis.

## Participantes
| Entram na Primeira Fase                                                        | Entram na Primeira Fase | Entram na Segunda Fase | Entram na Terceira Fase |
| USASA 4 Times                                                                  | PDSL/D3 Pro 4 Times/8 Times | A-League 8 Times | MLS 8 Times |
| USASA - Bridgeport Italians - Los Lobos - Mequon United SC - San Jose Inter SC | PDSL - Central Coast Roadrunners - Lincoln Brigade - Mid-Michigan Bucks - Tucson Amigos D3 Pro - Albuquerque Geckos - Austin Lone Stars - Central Jersey Riptide - Chicago Stingers - Philadelphia Freedom - Rhode Island Stingrays - San Francisco Seals - Wilmington Hammerheads | A-League - California Jaguars - Hershey Wildcats - Long Island Rough Riders - New Orleans Riverboat Gamblers - Orlando Sundogs - Richmond Kickers - Rochester Raging Rhinos - Seattle Sounders | - Colorado Rapids - Dallas Burn - D.C. United - Kansas City Wizards - New England Revolution - New York MetroStars - San Jose Clash - Tampa Bay Mutiny |

## Confrontos
|  | Terceira Rodada | Terceira Rodada                | Terceira Rodada |                   |       | Quartas de Final         | Quartas de Final | Quartas de Final |  |  | Semi Final | Semi Final | Semi Final |  |  | Final | Final | Final |  |
|  |                 |                                |                 |                   |       |                          |                  |                  |  |  |            |            |            |  |  |       |       |       |  |
|  | MLS             | New England Revolution         | 3               |                   |       |                          |                  |                  |  |  |            |            |            |  |  |       |       |       |  |
|  | MLS             | New England Revolution         | 3               |                   |       |                          |                  |                  |  |  |            |            |            |  |  |       |       |       |  |
|  | A-L             | Long Island Rough Riders (PRO) | 4               |                   |       |                          |                  |                  |  |  |            |            |            |  |  |       |       |       |  |
|  | A-L             | Long Island Rough Riders (PRO) | 4               |                   | A-L   | Long Island Rough Riders | 0                |                  |  |  |            |            |            |  |  |       |       |       |  |
|  |                 |                                |                 |                   | A-L   | Long Island Rough Riders | 0                |                  |  |  |            |            |            |  |  |       |       |       |  |
|  |                 |                                | MLS             | MetroStars (PRO)  | 1     |                          |                  |                  |  |  |            |            |            |  |  |       |       |       |  |
|  | A-L             | Richmond Kickers               | MLS             | MetroStars (PRO)  | 1     | 0                        |                  |                  |  |  |            |            |            |  |  |       |       |       |  |
|  | A-L             | Richmond Kickers               |                 |                   |       |                          |                  |                  |  |  |            |            |            |  |  |       |       |       |  |
|  | MLS             | MetroStars                     | 3               |                   |       |                          |                  |                  |  |  |            |            |            |  |  |       |       |       |  |
|  | MLS             | MetroStars                     | 3               |                   | MLS   | MetroStars               | 1                |                  |  |  |            |            |            |  |  |       |       |       |  |
|  |                 |                                |                 |                   |       |                          |                  |                  |  |  |            |            |            |  |  |       |       |       |  |
|  |                 |                                | MLS             | Dallas Burn (PRO) | 2     |                          |                  |                  |  |  |            |            |            |  |  |       |       |       |  |
|  | D3P             | Chicago Sockers                | MLS             | Dallas Burn (PRO) | 2     | 2                        |                  |                  |  |  |            |            |            |  |  |       |       |       |  |
|  | D3P             | Chicago Sockers                |                 |                   |       |                          |                  |                  |  |  |            |            |            |  |  |       |       |       |  |
|  | MLS             | Colorado Rapids                | 1               |                   |       |                          |                  |                  |  |  |            |            |            |  |  |       |       |       |  |
|  | MLS             | Colorado Rapids                | 1               |                   | D3P   | Chicago Stingers         | 1                |                  |  |  |            |            |            |  |  |       |       |       |  |
|  |                 |                                |                 |                   | D3P   | Chicago Stingers         | 1                |                  |  |  |            |            |            |  |  |       |       |       |  |
|  |                 |                                | MLS             | Dallas Burn       | 4     |                          |                  |                  |  |  |            |            |            |  |  |       |       |       |  |
|  | A-L             | New Orleans Riverboat Gamblers | MLS             | Dallas Burn       | 4     | 0                        |                  |                  |  |  |            |            |            |  |  |       |       |       |  |
|  | A-L             | New Orleans Riverboat Gamblers |                 |                   |       |                          |                  |                  |  |  |            |            |            |  |  |       |       |       |  |
|  | MLS             | Dallas Burn                    | 3               |                   |       |                          |                  |                  |  |  |            |            |            |  |  |       |       |       |  |
|  | MLS             | Dallas Burn                    | 3               |                   | MLS   | Dallas Burn (DPÊ)        | 0 (5)            |                  |  |  |            |            |            |  |  |       |       |       |  |
|  |                 |                                |                 |                   |       |                          |                  |                  |  |  |            |            |            |  |  |       |       |       |  |
|  |                 |                                | MLS             | D.C. United       | 0 (3) |                          |                  |                  |  |  |            |            |            |  |  |       |       |       |  |
|  | D3P             | San Francisco Seals            | MLS             | D.C. United       | 0 (3) | 2                        |                  |                  |  |  |            |            |            |  |  |       |       |       |  |
|  | D3P             | San Francisco Seals            |                 |                   |       |                          |                  |                  |  |  |            |            |            |  |  |       |       |       |  |
|  | MLS             | Kansas City Wizards            | 1               |                   |       |                          |                  |                  |  |  |            |            |            |  |  |       |       |       |  |
|  | MLS             | Kansas City Wizards            | 1               |                   | D3P   | San Francisco Seals      | 2                |                  |  |  |            |            |            |  |  |       |       |       |  |
|  |                 |                                |                 |                   | D3P   | San Francisco Seals      | 2                |                  |  |  |            |            |            |  |  |       |       |       |  |
|  |                 |                                | MLS             | San Jose Clash    | 1     |                          |                  |                  |  |  |            |            |            |  |  |       |       |       |  |
|  | PDL             | Central Coast Roadrunners      | MLS             | San Jose Clash    | 1     | 2                        |                  |                  |  |  |            |            |            |  |  |       |       |       |  |
|  | PDL             | Central Coast Roadrunners      |                 |                   |       |                          |                  |                  |  |  |            |            |            |  |  |       |       |       |  |
|  | MLS             | San Jose Clash                 | 5               |                   |       |                          |                  |                  |  |  |            |            |            |  |  |       |       |       |  |
|  | MLS             | San Jose Clash                 | 5               |                   | D3P   | San Francisco Seals      | 1                |                  |  |  |            |            |            |  |  |       |       |       |  |
|  |                 |                                |                 |                   |       |                          |                  |                  |  |  |            |            |            |  |  |       |       |       |  |
|  |                 |                                | MLS             | D.C. United       | 2     |                          |                  |                  |  |  |            |            |            |  |  |       |       |       |  |
|  | A-L             | Hershey Wildcats               | MLS             | D.C. United       | 2     | 0 (2)                    |                  |                  |  |  |            |            |            |  |  |       |       |       |  |
|  | A-L             | Hershey Wildcats               |                 |                   |       |                          |                  |                  |  |  |            |            |            |  |  |       |       |       |  |
|  | MLS             | D.C. United (DPÊ)              | 0 (3)           |                   |       |                          |                  |                  |  |  |            |            |            |  |  |       |       |       |  |
|  | MLS             | D.C. United (DPÊ)              | 0 (3)           |                   | MLS   | D.C. United              | 2                |                  |  |  |            |            |            |  |  |       |       |       |  |
|  |                 |                                |                 |                   | MLS   | D.C. United              | 2                |                  |  |  |            |            |            |  |  |       |       |       |  |
|  |                 |                                | MLS             | Tampa Bay Mutiny  | 0     |                          |                  |                  |  |  |            |            |            |  |  |       |       |       |  |
|  | A-L             | Rochester Raging Rhinos        | MLS             | Tampa Bay Mutiny  | 0     | 0                        |                  |                  |  |  |            |            |            |  |  |       |       |       |  |
|  | A-L             | Rochester Raging Rhinos        |                 |                   |       |                          |                  |                  |  |  |            |            |            |  |  |       |       |       |  |
|  | MLS             | Tampa Bay Mutiny               | 1               |                   |       |                          |                  |                  |  |  |            |            |            |  |  |       |       |       |  |

### Primeira Rodada
| Data        | Divisão                | Clube                     | Score               | Clube                   | Divisão                |
| ----------- | ---------------------- | ------------------------- | ------------------- | ----------------------- | ---------------------- |
| 18 de junho | (USISL D-3 Pro League) | Austin Lone Stars         | 4 - 2               | Tucson Amigos           | (PDSL)                 |
| 20 de junho | (PDSL)                 | Central Coast Roadrunners | 4 - 2               | Albuquerque Geckos      | (USISL D-3 Pro League) |
| 20 de junho | (USASA)                | San Jose Inter SC         | 0 - 4               | San Francisco Bay Seals | (USISL D-3 Pro League) |
| 24 de junho | (USISL D-3 Pro League) | Wilmington Hammerheads    | 2 - 3               | Mid-Michigan Bucks      | (PDSL)                 |
| 24 de junho | (USISL D-3 Pro League) | Chicago Stingers          | 2 - 0               | Mequon United           | (USASA)                |
| 25 de junho | (USISL D-3 Pro League) | Philadelphia Freedom      | 1 - 1 (5 - 4) (DPÊ) | Lincoln Brigade         | (PDSL)                 |
| 25 de junho | (USASA)                | Los Lobos                 | 0 - 1               | Central Jersey Riptide  | (USISL D-3 Pro League) |
| 26 de junho | (USISL D-3 Pro League) | Rhode Island Stingrays    | 2 - 3               | Bridgeport Italians     | (USASA)                |

### Segunda Rodada
| Data        | Divisão                | Clube                     | Score       | Clube                          | Divisão                |
| ----------- | ---------------------- | ------------------------- | ----------- | ------------------------------ | ---------------------- |
| 1 de junho  | (USISL D-3 Pro League) | Austin Lone Stars         | 0 - 1 (PRO) | New Orleans Riverboat Gamblers | (A-League)             |
| 2 de julho  | (A-League)             | Richmond Kickers          | 6 - 1       | Philadelphia Freedom           | (USISL D-3 Pro League) |
| 7 de julho  | (PDSL)                 | Central Coast Roadrunners | 3 - 2 (PRO) | California Jaguars             | (A-League)             |
| 8 de julho  | (A-League)             | Rochester Raging Rhinos   | 3 - 2 (PRO) | Mid-Michigan Bucks             | (PDSL)                 |
| 8 de julho  | (A-League)             | Hershey Wildcats          | 4 - 1       | Central Jersey Riptide         | (USISL D-3 Pro League) |
| 8 de julho  | (USISL D-3 Pro League) | Chicago Stingers          | 3 - 0       | Orlando Sundogs                | (A-League)             |
| 8 de julho  | (USISL D-3 Pro League) | San Francisco Bay Seals   | 1 - 0       | Seattle Sounders               | (A-League)             |
| 13 de julho | (A-League)             | Long Island Rough Riders  | 1 - 0       | Bridgeport Italians            | (USASA)                |

### Terceira Rodada
| Data        | Divisão                | Clube                          | Score               | Clube                    | Divisão    |
| ----------- | ---------------------- | ------------------------------ | ------------------- | ------------------------ | ---------- |
| 23 de julho | (A-League)             | Richmond Kickers               | 0 - 3               | MetroStars               | (MLS)      |
| 24 de julho | (USISL D-3 Pro League) | San Francisco Bay Seals        | 2 - 1               | Kansas City Wizards      | (MLS)      |
| 27 de julho | (PDSL)                 | Central Coast Roadrunners      | 2 - 5               | San Jose Clash           | (MLS)      |
| 28 de julho | (A-League)             | New Orleans Riverboat Gamblers | 0 - 3               | Dallas Burn              | (MLS)      |
| 30 de julho | (USISL D-3 Pro League) | Chicago Stingers               | 2 - 1               | Colorado Rapids          | (MLS)      |
| 1 de agosto | (MLS)                  | New England Revolution         | 3 - 4 (PRO)         | Long Island Rough Riders | (A-League) |
| 1 de agosto | (A-League)             | Rochester Raging Rhinos        | 0 - 1               | Tampa Bay Mutiny         | (MLS)      |
| 6 de agosto | (A-League)             | Hershey Wilcats                | 0 - 0 (2 - 3) (DPÊ) | D.C. United              | (MLS)      |

### Quartas de Final
| Data         | Divisão                | Clube                    | Score       | Clube                   | Divisão                |
| ------------ | ---------------------- | ------------------------ | ----------- | ----------------------- | ---------------------- |
| 10 de agosto | (USISL D-3 Pro League) | Chicago Stingers         | 1 - 4       | Dallas Burn             | (MLS)                  |
| 19 de agosto | (MLS)                  | D.C. United              | 2 - 0       | Tampa Bay Mutiny        | (MLS)                  |
| 20 de agosto | (MLS)                  | San Jose Clash           | 1 - 2       | San Francisco Bay Seals | (USISL D-3 Pro League) |
| 26 de agosto | (A-League)             | Long Island Rough Riders | 0 - 1 (PRO) | MetroStars              | (MLS)                  |

### Semi Finais
| 02 de Setembro de 1997 | Dallas Burn (MLS)                      | 2 – 1 (PRO) | MetroStars (MLS) | Baker Field, Nova Iorque                 |
|                        | Damián Álvarez 17' · Jorge Flores 103' | Report      | 85' Branco       | Público: 1 201 Árbitro: Rich Grady (USA) |

| 03 de Setembro de 1997 | D.C. United (MLS)                     | 2 – 1  | San Francisco Bay Seals (D3 Pro) | Stagg Memorial Stadium, Stockton |
|                        | Jaime Moreno (pen) 2' · Díaz Arce 62' | Report | 84' Marquis White                | Público: 3 470                   |

### Final
| 29 de outubro de 1997 | Dallas Burn (MLS) | 0 – 0  | D.C. United (MLS) | Carroll Stadium at IUPUI, Indianápolis   |
|                       |                   | Report |                   | Público: 9 466 Árbitro: Rich Grady (USA) |

|                                                                        |       | Penalidades                                       |  |
| Damián Álvarez Jason Kreis Alain Sutter Daniel Peinado Jorge Rodríguez | 5 - 3 | Marco Etcheverry Díaz Arce Jaime Moreno Ben Iroha |  |

## Premiação
| U.S. Open Cup de 1997           |
| ------------------------------- |
| Dallas Burn Campeão (1º título) |